# Marcus Godinho
Pour les articles homonymes, voir Godinho.
Marcus Godinho, né le 28 juin 1997 à Toronto au Canada, est un joueur de soccer international canadien qui évolue au poste de défenseur à Degerfors IF.

## Biographie

### Carrière en club
Natif de Toronto, Marcus Godinho commence le soccer au sein du club du Toronto FC. Lors de la saison 2015, il intègre l'équipe réserve évoluant en United Soccer League. Il fait ses débuts en USL, 28 mars 2015, lors d'une victoire 2-0 face au FC Montréal.
En 2016, il rejoint l'Azzurri de Vaughan en League1 Ontario, puis le 15 juin 2016, il signe un contrat avec le Heart of Midlothian et rejoint l'équipe des moins de 20 ans pour la saison 2016-2017,. En août 2017, il est prêté au Berwick Rangers, évoluant en Scottish League Two, jusqu'en janvier 2018. Il prolonge son contrat avec les Hearts jusqu’en 2020, le 22 février 2018. Il fait ses débuts avec les Hearts lors de la coupe d'Écosse contre Motherwell FC le 4 mars, et ses débuts en championnat le 9 mars lors du derby d'Édimbourg contre Hibernian FC. Le 26 janvier 2019, il inscrit son premier but en professionnel face à St Johnstone FC (victoire 2-0).
Le 8 juillet 2019, il signe un contrat de deux ans avec le FSV Zwickau, évoluant en 3. Liga. Le 25 juillet, il fait ses débuts en 3. Liga contre le SV Meppen.
Il signe un contrat garanti jusqu'à la fin de la saison 2021 puis deux années en option avec les Whitecaps de Vancouver le 20 août 2021. Le CF Montréal a acquis un montant de 50 000 dollars d’allocation général en échange des droits du joueur. Le 14 novembre 2022, au terme de la saison 2022, les Whitecaps annoncent que son contrat n'est pas renouvelé.

### Carrière internationale
Le 12 mars 2018, il est sélectionné avec l'équipe première du Canada pour jouer contre la Nouvelle-Zélande pour un match amical. Le 24 mars 2018, il honore sa première sélection avec le Canada contre la Nouvelle-Zélande. Lors de ce match, Marcus Godinho entre à la 45e minute de la rencontre, à la place de Michael Petrasso. La rencontre se solde par une victoire de 1-0 des Canadiens.
Le 30 mai 2019, il fait partie des 23 appelés par le sélectionneur national John Herdman pour la Gold Cup 2019. Lors de cette compétition, il joue trois matchs. Le Canada s'incline en quart de finale face à Haïti.

## Statistiques

### Statistiques détaillées
| Saison                | Club                   | Championnat           | Championnat | Championnat | Coupe(s) nationale(s) | Coupe(s) nationale(s) | Compétition(s) continentale(s) | Compétition(s) continentale(s) | Compétition(s) continentale(s) | Canada | Canada | Total | Total |
| Saison                | Club                   | Division              | M.          | B.          | M.                    | B.                    | Comp.                          | M.                             | B.                             | M.     | B.     | M.    | B.    |
| 2015                  | Toronto FC II          | USL                   | 7           | 0           | -                     | -                     | -                              | -                              | -                              | -      | -      | 7     | 0     |
| 2016-2017             | Heart of Midlothian    | Premiership           | 0           | 0           | 0                     | 0                     | C3                             | 0                              | 0                              | -      | -      | 0     | 0     |
| 2017-2018             | Heart of Midlothian    | Premiership           | 5           | 0           | 1                     | 0                     | -                              | -                              | -                              | 1      | 0      | 7     | 0     |
| 2018-2019             | Heart of Midlothian    | Premiership           | 12          | 1           | 2                     | 0                     | -                              | -                              | -                              | 3      | 0      | 17    | 1     |
| Sous-total            | Sous-total             | Sous-total            | 17          | 1           | 3                     | 0                     | -                              | 0                              | 0                              | 4      | 0      | 24    | 1     |
| 2017-2018             | Berwick Rangers (prêt) | League Two            | 13          | 0           | 1                     | 0                     | -                              | -                              | -                              | -      | -      | 14    | 0     |
| 2019-2020             | FSV Zwickau            | 3. Liga               | 25          | 0           | -                     | -                     | -                              | -                              | -                              | 1      | 0      | 26    | 0     |
| 2020-2021             | FSV Zwickau            | 3. Liga               | 5           | 0           | -                     | -                     | -                              | -                              | -                              | -      | -      | 5     | 0     |
| Sous-total            | Sous-total             | Sous-total            | 30          | 0           | 0                     | 0                     | -                              | -                              | -                              | 1      | 0      | 31    | 0     |
| 2021                  | Whitecaps de Vancouver | MLS                   | 5           | 0           | -                     | -                     | -                              | -                              | -                              | -      | -      | 5     | 0     |
| 2022                  | Whitecaps de Vancouver | MLS                   | 23          | 0           | 3                     | 0                     | -                              | -                              | -                              | -      | -      | 26    | 0     |
| Sous-total            | Sous-total             | Sous-total            | 28          | 0           | 3                     | 0                     | -                              | -                              | -                              | -      | -      | 31    | 0     |
| 2022-2023             | Korona Kielce          | Ekstraklasa           | 15          | 1           | -                     | -                     | -                              | -                              | -                              | -      | -      | 15    | 1     |
| 2023-2024             | Korona Kielce          | Ekstraklasa           | 21          | 0           | 3                     | 0                     | -                              | -                              | -                              | -      | -      | 24    | 0     |
| 2024-2025             | Korona Kielce          | Ekstraklasa           | 9           | 0           | 1                     | 0                     | -                              | -                              | -                              | -      | -      | 10    | 0     |
| Sous-total            | Sous-total             | Sous-total            | 45          | 1           | 4                     | 0                     | -                              | -                              | -                              | -      | -      | 49    | 1     |
| Total sur la carrière | Total sur la carrière  | Total sur la carrière | 140         | 2           | 11                    | 0                     | -                              | 0                              | 0                              | 5      | 0      | 156   | 2     |